# Relais 4 × 100 mètres féminin aux championnats du monde d'athlétisme 2003
Navigation
Edmonton 2001 Helsinki 2005
L'épreuve du relais 4 × 100 mètres féminin des championnats du monde d'athlétisme 2003 s'est déroulée les 29 et 30 août 2003 au Stade de France à Saint-Denis, en France. Elle est remportée par l'équipe de France (Patricia Girard-Léno, Muriel Hurtis, Sylviane Félix et Christine Arron).

## Résultats

### Finale
| Rang               | Pays        | Athlètes                                                                      | Temps   | Notes  |
| ------------------ | ----------- | ----------------------------------------------------------------------------- | ------- | ------ |
| Médaille d'or      | France      | Patricia Girard-Léno Muriel Hurtis Sylviane Félix Christine Arron             | 41 s 78 | WL, NR |
| Médaille d'argent  | États-Unis  | Angela Williams Chryste Gaines Inger Miller Torri Edwards                     | 41 s 83 |        |
| Médaille de bronze | Russie      | Olga Fedorova Yuliya Tabakova Marina Kislova Larisa Kruglova                  | 42 s 66 |        |
| 4                  | Ukraine     | Tetyana Tkalich Anzhela Kravchenko Olena Pastushenko-Sinyavina Oksana Kaydash | 43 s 07 |        |
| 5                  | Allemagne   | Melanie Paschke Marion Wagner Sandra Möller Katja Wakan                       | 43 s 27 |        |
| 6                  | Belgique    | Katleen De Caluwé Audry Rochtus Élodie Ouédraogo Kim Gevaert                  | 43 s 45 |        |
| 7                  | Biélorussie | Yulia Nesterenko Oksana Dragun Alena Nevmerzhitskaya Natalya Safronnikova     | 43 s 47 |        |
| 8                  | Jamaïque    | Vonette Dixon Elva Goulbourne Beverly McDonald Brigitte Foster-Hylton         | DNF     |        |

## Légende
Records et Performances
- AR : Record continental (area record)
- CR : Record des championnats (championship record)
- MR : Record du meeting (meet record)
- NR : Record national (national record)
- OR : Record olympique (olympic record)
- PR : Record paralympique (paralympic record)
- PB : Record personnel (personal best)
- SB : Meilleure performance personnelle de la saison (season's best)
- WL : Meilleure performance mondiale de l'année (world leader)
- WJR : Record du monde junior (world junior record)
- WR : Record du monde (world record)

Circonstances et Conditions
- DNF : N'a pas terminé (did not finish)
- DNS : N'a pas pris le départ (did not start)
- DQ : Disqualification (disqualification)
- NM : Aucun essai valable enregistré (No Mark)
- Q : Qualifié « directement » au prochain tour (ou à la prochaine compétition), lors d'une compétition majeure, grâce au classement ou à la réalisation des minima (automatic qualifier)
- q : Qualifié au prochain tour (ou à la prochaine compétition), lors d'une compétition majeure, grâce au repêchage ou à la réalisation de l'une des meilleures performances parmi celles des « non qualifiés directement » (grâce au meilleur temps ou à la meilleure distance par exemple) (secondary qualifier)